# 大崎アイル
大崎 アイルは、ライトノベル作家。

## 人物・経歴
2018年の第5回オーバーラップWEB小説大賞において『女神サマのお願い』が金賞を受賞、2019年に『信者ゼロの女神サマと始める異世界攻略』と改題されオーバーラップ文庫より刊行された。

## 作品一覧
- 信者ゼロの女神サマと始める異世界攻略（オーバーラップ文庫）
- 攻撃力ゼロから始める剣聖譚～幼馴染の皇女に捨てられ魔法学園に入学したら、魔王と契約することになった～（オーバーラップ文庫）